# نوبویوکی آرای
نوبویوکی آرای (ژاپنی: 荒井 信行؛ زادهٔ ۳ فوریهٔ ۱۹۶۷) یک بازیکن فوتبال اهل ژاپن است.
از باشگاه‌هایی که در آن بازی کرده‌است می‌توان به باشگاه فوتبال توکیو وردی اشاره کرد.